# William Holman Hunt

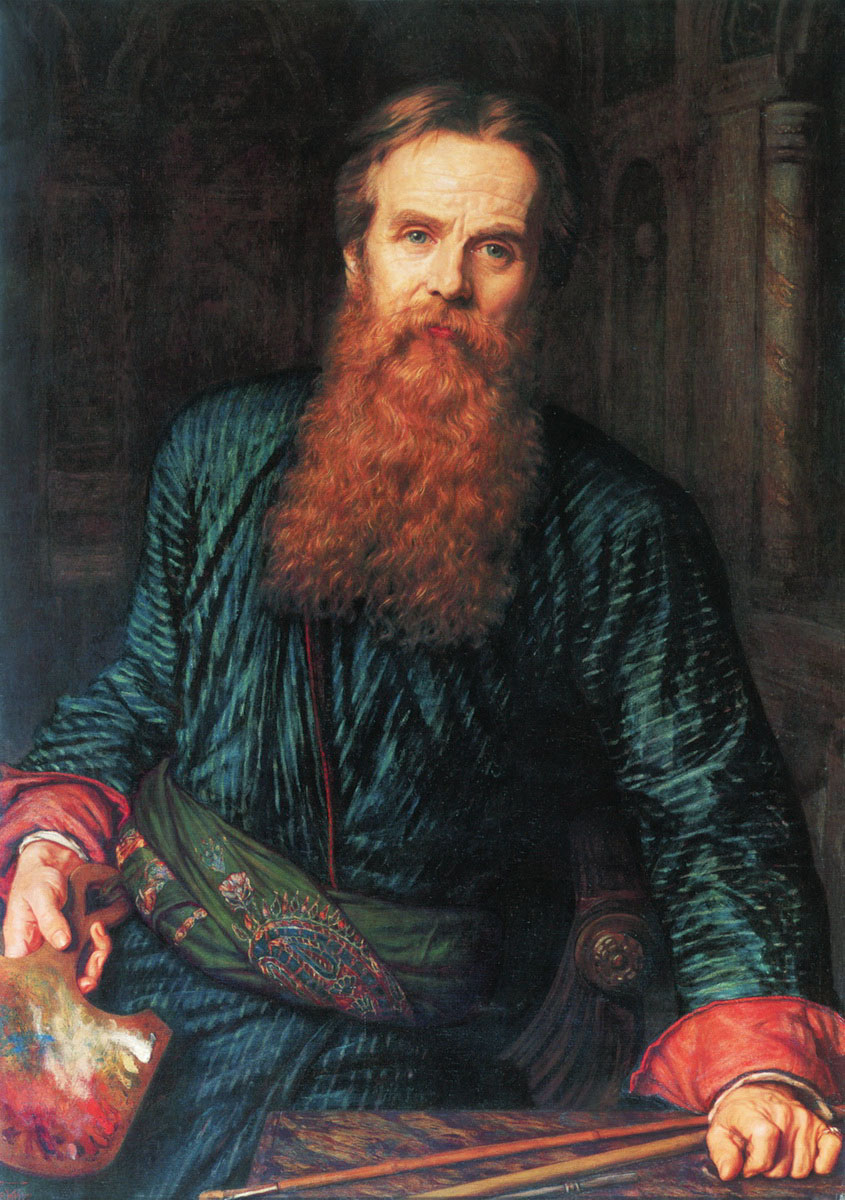
Zelfportret (1867), Uffizi, Florence

William Holman Hunt (Londen, 2 april 1827 – Kensington, 7 september 1910) was een Engels kunstschilder.
Hunt werd opgeleid voor een loopbaan in de handel. Hij werkte vervolgens tien jaar lang als kopiist in het British Museum en de National Gallery in Londen.
Na een aanvankelijke weigering, werd hij in 1845 uiteindelijk toegelaten tot de Royal Academy. Hier ontmoette hij John Everett Millais en Dante Gabriel Rossetti, met wie hij in 1848 de beweging van de  Prerafaëlieten oprichtte, een groep die de basis legde voor de jugendstil.
Samen met Rossetti maakte hij reizen naar Nederland, Vlaanderen en Parijs om inspiratie op te doen. In 1854 voltooide hij het schilderij Het licht van de wereld, dat zijn doorbraak als schilder betekende.
Hunt werd sterk geïnspireerd door Bijbelse thema's, met name die rond het leven van Christus. Rond 1854 ging hij naar Palestina om daar meer religieus-getinte schilderijen te maken die naar zijn mening historisch en archeologisch moesten kloppen. De werken die hij op dat terrein vervaardigde zijn zeer gedetailleerd. Hij keerde er enkele malen terug, in 1869 en 1873.
Hij bleef de principes van de prerafaëlitische broederschap zijn leven lang trouw. Hij schreef ook een boek over beweging onder de titel Pre-Raphaelitism and the Pre-Raphaelite Brotherhood (1907).
In 1905 werd hij onderscheiden met de Order of Merit.

## Galerij

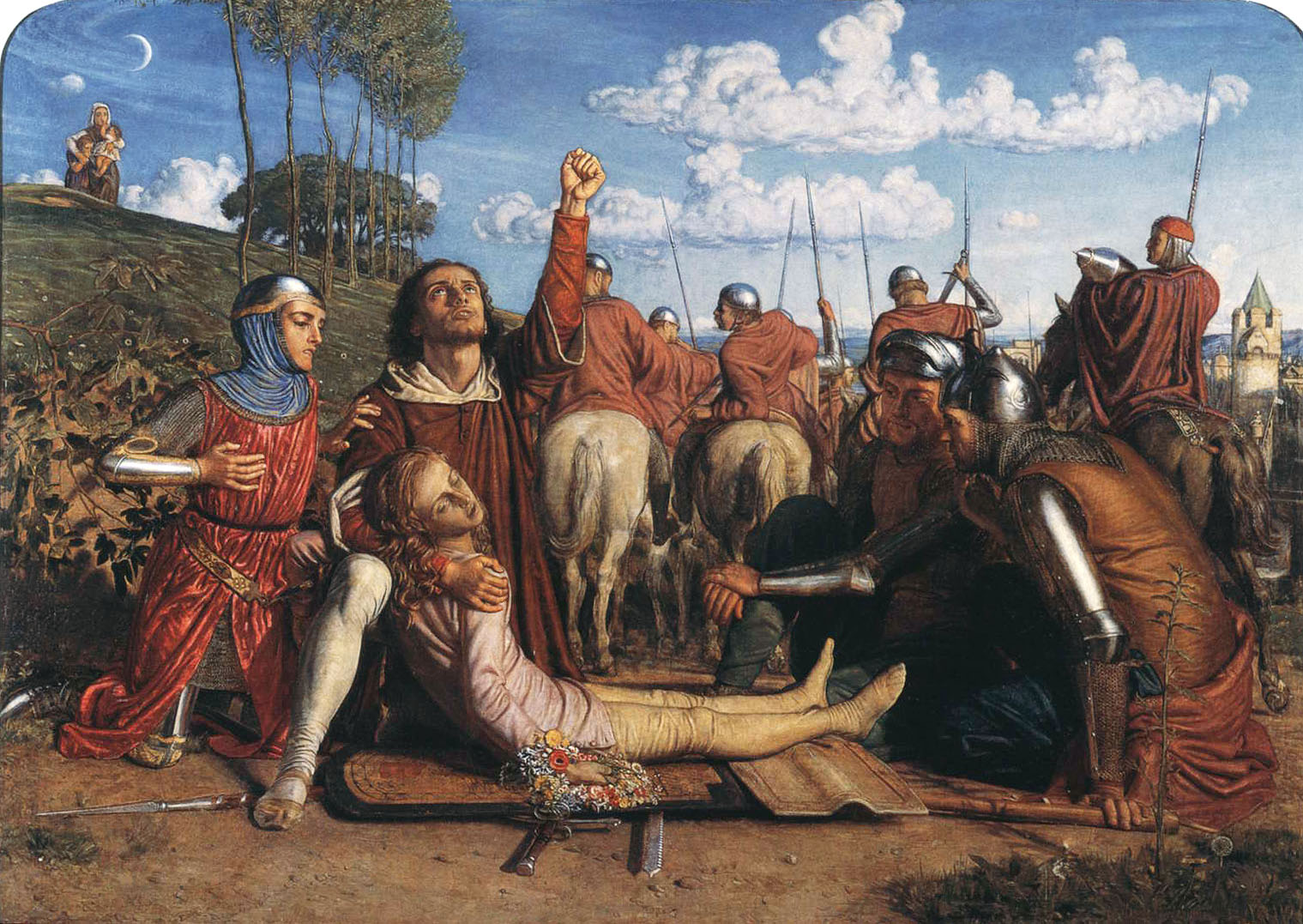
Rienzi, 1848-1849
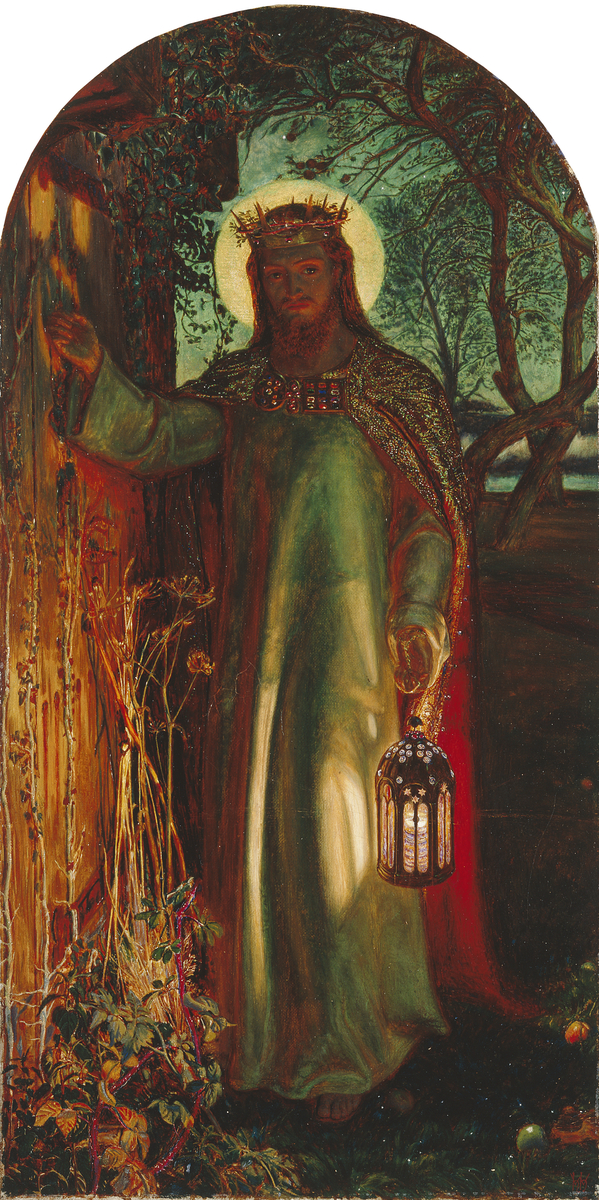
Het licht van de wereld, 1851-53, Keble College, Oxford
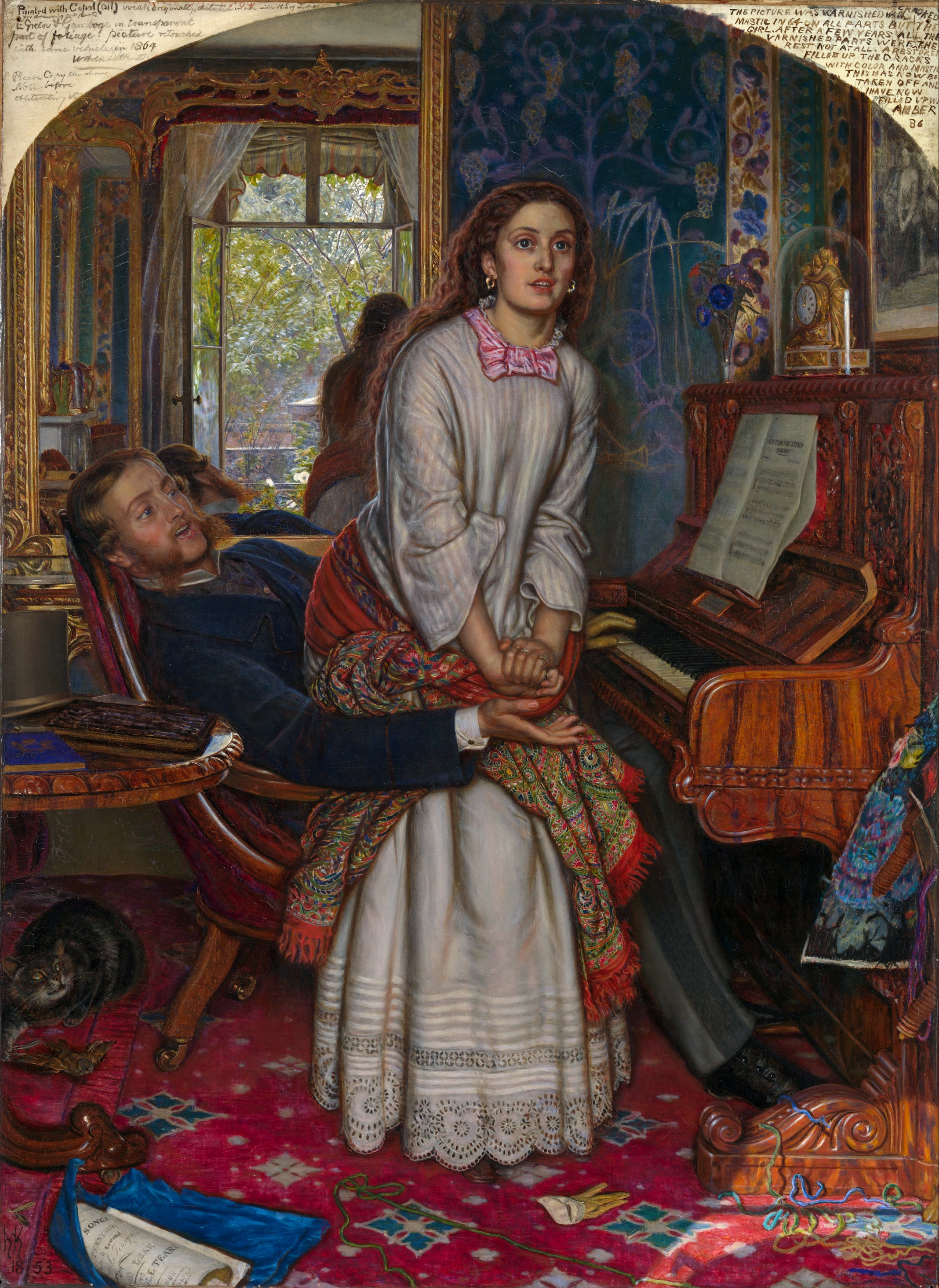
The Awakening Conscience, 1853, Tate Britain, Londen
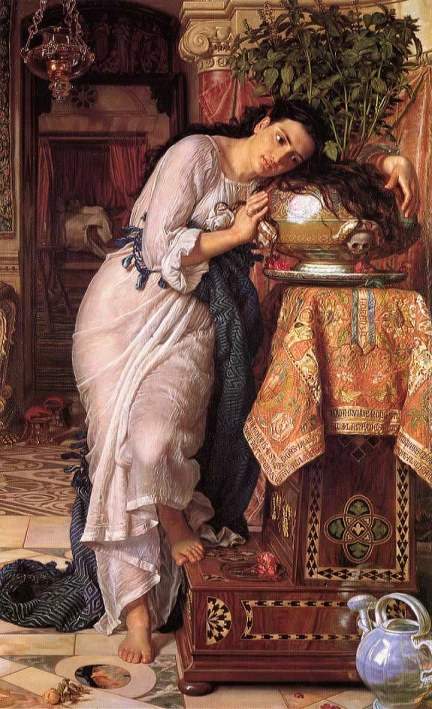
Isabella and the Pot of Basil, 1867, Liang Art Gallery, Newcastle